# 阿兰托
阿兰托（法語：Arinthod，法語發音：[aʁɛ̃to]）是法国汝拉省的一个市镇，位于该省南部，属于隆斯勒索涅区。
2018年，相邻的希塞里亚整体合并入本市镇。

## 地理
阿兰托（46°23'35"N, 5°34'0"E）面积27.02 平方千米，位于法国勃艮第-弗朗什-孔泰大區汝拉省，该省份为法国东部内陆省份，北起上索恩省，西北接科多尔省，西临索恩-卢瓦尔省，南至安省，东与杜省和瑞士接壤。
与阿兰托接壤的市镇（或旧市镇、城区）包括：塞尔农、德拉姆莱、韦斯克勒、瓦尔赞-昂珀蒂特蒙塔涅、沃布勒-瓦尔凡、瓦卢斯河畔圣伊姆蒂耶尔。
阿兰托的时区为UTC+01:00、UTC+02:00（夏令时）。

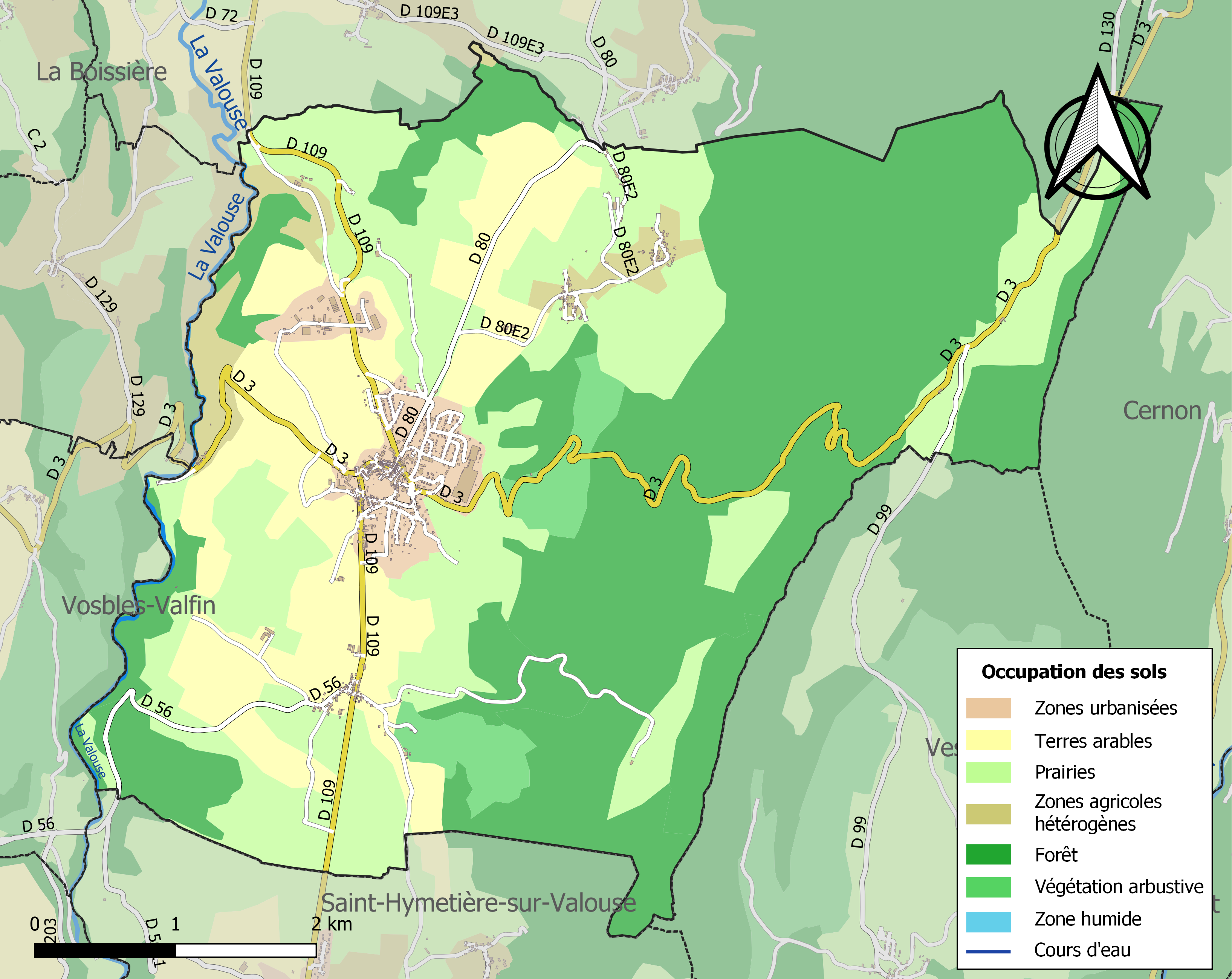
阿兰托的OSM定位图

## 行政
阿兰托的邮政编码为39240，INSEE市镇编码为39016。

## 政治
阿兰托所属的省级选区为穆瓦朗昂蒙塔涅县。

## 人口

1962-2008年间阿兰托人口变化图示

阿兰托于2022年1月1日时的人口数量为1149人。